# Patrick Doyle

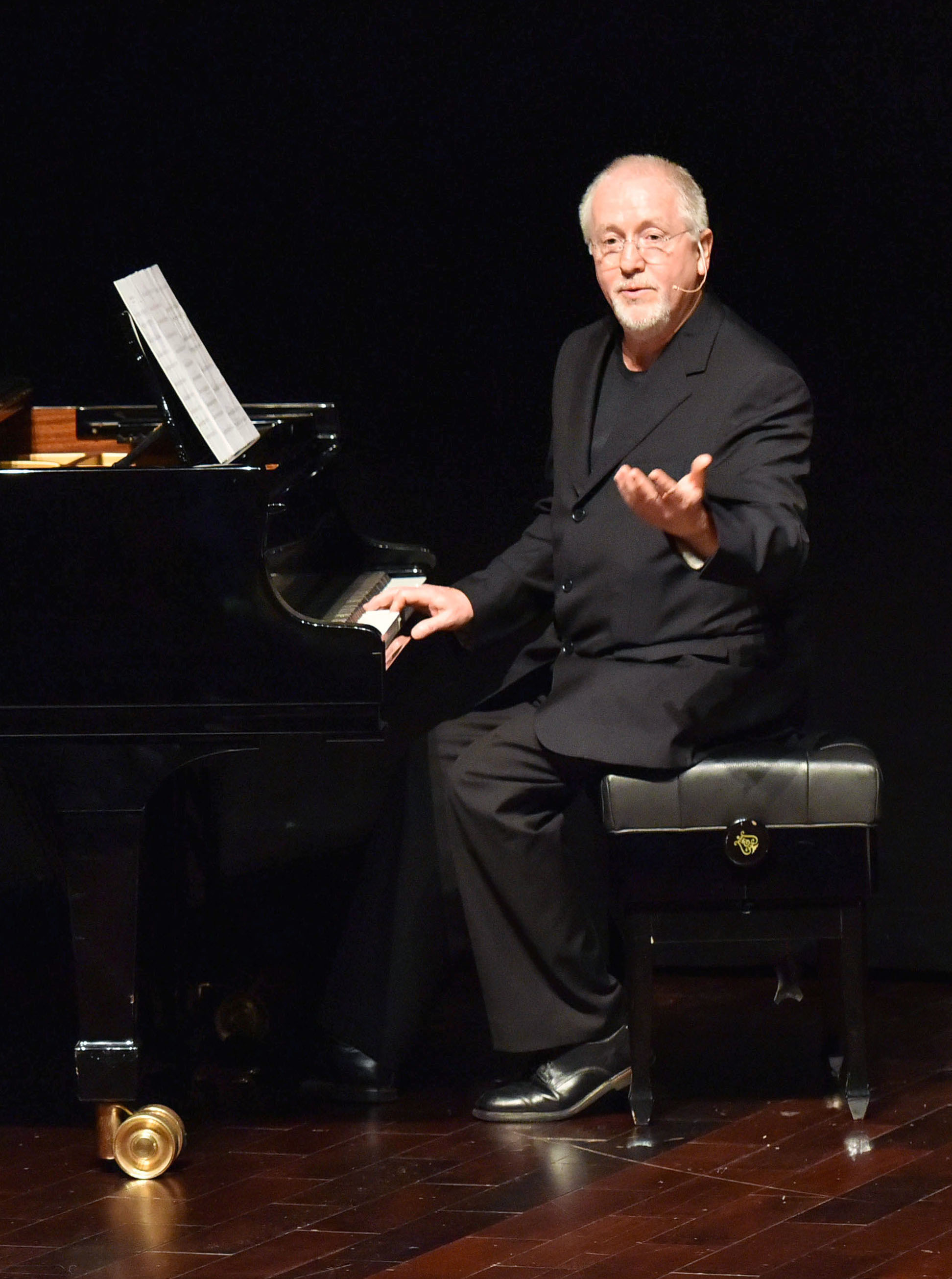
Patrick Doyle

Patrick „Pat“ Doyle (* 6. April 1953 in Uddingston, Schottland) ist ein britischer Filmkomponist.

## Leben
Nach dem Studium von Piano und Gesang an der Royal Scottish Academy of Music and Drama in Glasgow, an welcher er seit 2004 Ehrenmitglied ist, schrieb Doyle für kleinere Radio- und Fernsehproduktionen Musik und spielte u. a. in dem Oscar-prämierten Spielfilm Die Stunde des Siegers (Originaltitel: Chariots of Fire) als „Jimmie“ mit. Ab 1989 konzentrierte er sich auf das Schreiben von Filmmusik. Seinen Durchbruch erzielte Patrick Doyle mit seiner Musik zu dem Film Henry V. Dieser Film ist auch der Beginn einer langjährigen Zusammenarbeit und Freundschaft zwischen Doyle und dem Regisseur und Schauspieler Kenneth Branagh.
1997 wurde bei Patrick Doyle Leukämie diagnostiziert. Bereits ein Jahr später nahm er seine Arbeit jedoch wieder auf und komponierte seitdem Musik für diverse Filme, darunter die Partitur für den vierten Teil der Harry-Potter-Reihe, Harry Potter und der Feuerkelch. Er löste damit den bekannten Filmmusikkomponisten John Williams ab, der die Musik der ersten drei Teile geschrieben hat.
Unter anderem wurde Doyle für zwei Oscars sowie für zwei Golden Globes nominiert. Ebenfalls wurde er für zwei Césars und einen British Academy Film Award nominiert, ging jedoch jedes Mal leer aus. Doch bei vielen verschiedenen anderen Preisen konnte Doyle sich als Sieger behaupten.
Patrick Doyle ist verheiratet und hat vier Kinder mit seiner Frau Lesley.

## Filmografie (Auswahl)
- 1989: Henry V. (Henry V)
- 1990: Gestrandet (Shipwrecked)
- 1991: Schatten der Vergangenheit (Dead Again)
- 1992: Indochine
- 1993: Viel Lärm um nichts (Much Ado About Nothing)
- 1993: In einer kleinen Stadt (Needful Things)
- 1993: Carlito’s Way
- 1994: Mary Shelley’s Frankenstein
- 1994: Undercover Cops (Exit to Eden)
- 1995: Eine französische Frau
- 1995: Sinn und Sinnlichkeit (Sense and Sensibility)
- 1995: Little Princess (A Little Princess)
- 1996: Hamlet
- 1996: Mrs. Winterbourne
- 1997: Donnie Brasco
- 1998: Große Erwartungen (Great Expectations)
- 1998: Das magische Schwert – Die Legende von Camelot (Quest for Camelot)
- 1999: Est-Ouest – Eine Liebe in Russland (Est-Ouest)
- 2000: Verlorene Liebesmüh’ (Love’s Labour’s Lost)
- 2001: Bridget Jones – Schokolade zum Frühstück (Bridget Jones’s Diary)
- 2001: Gosford Park
- 2001: Über kurz oder lang (Blow Dry)
- 2002: Killing Me Softly
- 2003: Löwen aus zweiter Hand (Secondhand Lions)
- 2003: Kalender Girls (Calendar Girls)
- 2005: Harry Potter und der Feuerkelch (Harry Potter and the Goblet of Fire)
- 2005: Eine zauberhafte Nanny (Nanny McPhee)
- 2006: Eragon – Das Vermächtnis der Drachenreiter (Eragon)
- 2007: Die letzte Legion (The Last Legion)
- 2007: 1 Mord für 2 (Sleuth)
- 2007: Fred Vargas – Fliehe weit und schnell (Pars vite et reviens tard)
- 2008: Die Insel der Abenteuer (Nim’s Island)
- 2010: Main Street
- 2011: Thor
- 2011: Planet der Affen: Prevolution (Rise of the Planet of the Apes)
- 2012: Merida – Legende der Highlands (Brave)
- 2014: Jack Ryan: Shadow Recruit
- 2015: Cinderella
- 2017: Emoji – Der Film (The Emoji Movie)
- 2017: Mord im Orient Express (Murder on the Orient Express)
- 2018: Sgt. Stubby: An American Hero
- 2018: All Is True
- 2020: Artemis Fowl
- 2022: Tod auf dem Nil (Death on the Nile)

## Auszeichnungen
- 1995: Los Angeles Film Critics Association für Eine kleine Prinzessin
- 2001: World Soundtrack Award für Bridget Jones – Schokolade zum Frühstück
- 2002: World Soundtrack Award für Gosford Park
- 2006: ASCAP Film and Television Music Awards für Harry Potter und der Feuerkelch
- 2011: ASCAP Film and Television Music Awards für Thor
- 2011: ASCAP Film and Television Music Awards für Planet der Affen: Prevolution
- 2012: ASCAP Film and Television Music Awards für Merida – Legende der Highlands
- 2014: Look & Listen Telepool BR Music Award[3]

### Nominierungen
- 1992: Golden Globe Award für Schatten der Vergangenheit
- 1993: César für Indochine
- 1995: Saturn Award für Mary Shelley’s Frankenstein
- 1996: Oscar für Sinn und Sinnlichkeit
- 1996: British Academy Film Award für Sinn und Sinnlichkeit
- 1996: Golden Globe Award für Sinn und Sinnlichkeit
- 1997: Oscar für Hamlet
- 1997: Satellite Awards für Hamlet
- 2000: César für Est-Ouest – Eine Liebe in Russland
- 2002: AACTA Awards für Gosford Park
- 2005: Genie Award für Nouvelle-France
- 2006: Saturn Award für Harry Potter und der Feuerkelch
- 2006: World Soundtrack Award für Harry Potter und der Feuerkelch
- 2011: World Soundtrack Award für La ligne droite
- 2011: World Soundtrack Award für Thor
- 2011: World Soundtrack Award für Jig
- 2013: Annie Award für Merida – Legende der Highlands
- 2013: Motion Picture Sound Editors für Merida – Legende der Highlands